# Józef Baum

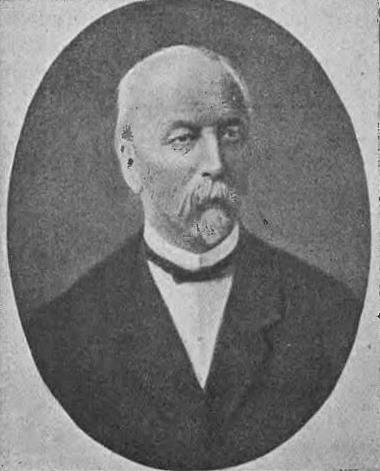
Józef Baum

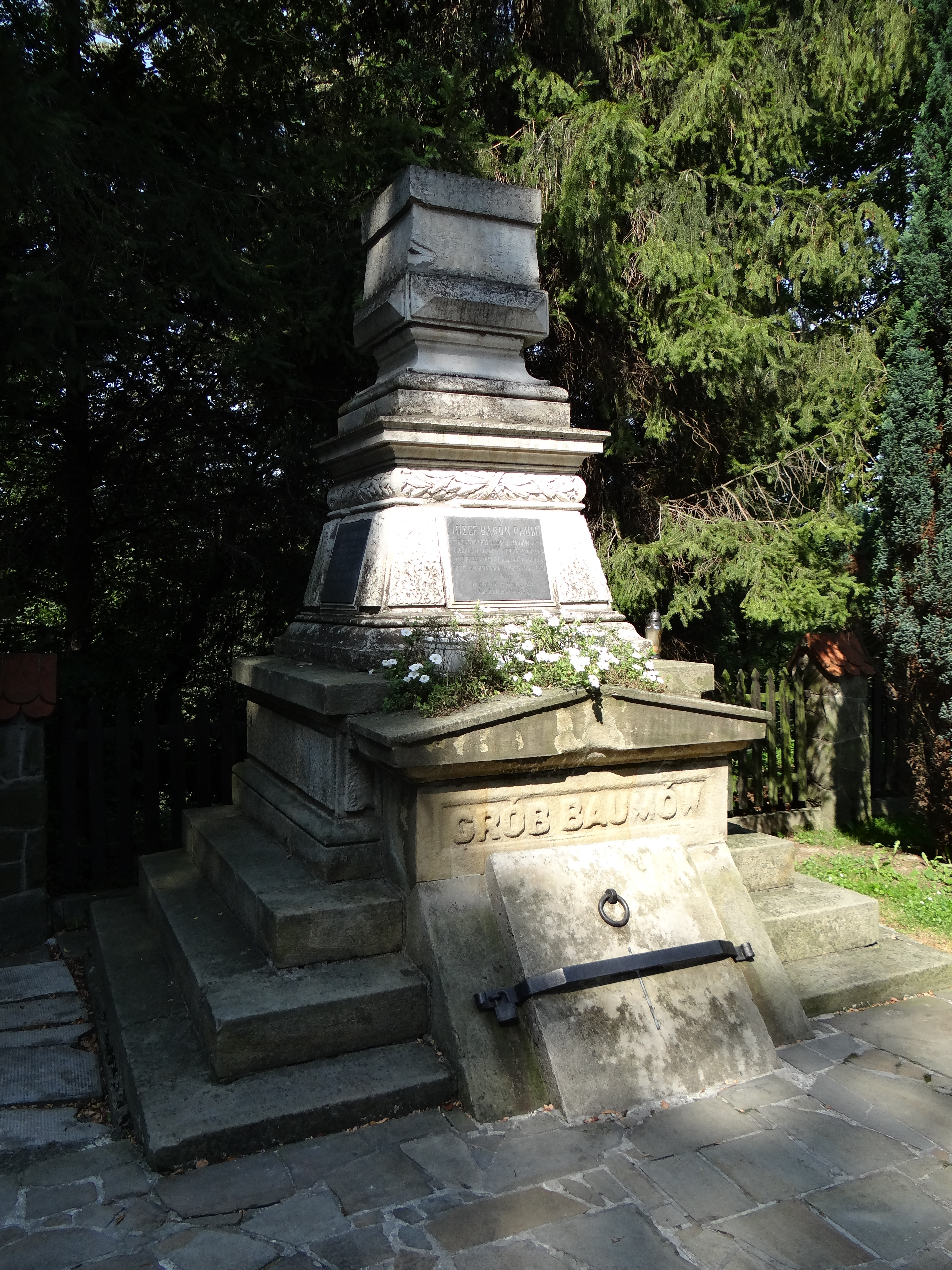
Grab der Familie Baum in Marcyporęba

Józef Baum von Appelshofen (* 12. Oktober 1821 in Kopytówka; † 11. März 1883 in Wien) war ein polnischer Politiker, Graf, Besitzer der Güter Kopytówka, Abgeordneter des Galizischen Landtags und Österreichischen Abgeordnetenhauses.
Seiner Vorfahren kamen aus Sachsen mit dem König August II. an der Wende des 17. Jahrhunderts und wurden später polonisiert. Sein Großvater war Josef Baum – der Kreishauptmann von Bielitz und Teschen (1768–1772/1773), Wieliczka (1772–1782), Bochnia (ab 1782), Stanislau und Rzeszów, 1777 von Maria Theresia mit dem Prädikat „von Appelshofen“ geadelt; sein Vater war Antoni Baum, der Kreishauptmann des Myślenicer Kreises, ein Anhänger der Germanisierung von Galizien. Ab 1794 war er ein Ratgeber der habsburgischen Regierung für das besetzte Land nördlich der Weichsel, ab 1811 ein Baron.
Józef Baum bildete sich in der Mittelschule in Nowy Sącz und dann in der Militärakademie in Wien. Ab 1844 lebte er in Kopytówka. Er heiratete Waleria Dunin des Wappens Łabędź und hatte zwei Kinder: Józef und Józefa. Józef Baum wurde erstmals im Jahre 1861 Abgeordneter des Galizischen Landtags und im Jahre 1873 auch des Österreichischen Abgeordnetenhauses, wo er stellvertretender Vorstandsvorsitzender des Polenklubs wurde. 1879 wurde er wieder zum Wiener Abgeordneter. Er starb plötzlich im Jahr 1883 und wurde in Marcyporęba begraben.